# Riquet (stanice metra v Paříži)
Riquet je nepřestupní stanice pařížského metra na lince 7 v 19. obvodu v Paříži. Nachází se na křižovatce Avenue de Flandre, pod kterou vede linka metra, a Rue Ricquet.

## Historie
Stanice byla otevřena 6. listopadu 1910 jako součást prvního úseku linky mezi stanicemi Opéra a Porte de la Villette.

## Název
Jméno stanice je odvozeno od názvu ulice Rue Riquet. Pierre Paul de Riquet (1604-1680) byl francouzský inženýr, který zahájil a vedl stavbu Canalu du Midi, dokončenou jeho synem v roce 1681.

## Zajímavosti v okolí
- Bassin de la Villette - jeden z pařížských kanálů
- Canal de l'Ourcq - jeden z pařížských kanálů